# پادرا
پادرا (به انگلیسی: Padra) یک منطقهٔ مسکونی در هند است که در Padra Taluka واقع شده‌است. پادرا ۴۶٬۶۶۰ نفر جمعیت دارد و ۷۹ متر بالاتر از سطح دریا واقع شده‌است.